# Актау (Таскалинський район)
Акта́у (каз. Ақтау) — село у складі Таскалинського району Західноказахстанської області Казахстану. Адміністративний центр Актауського сільського округу.
Населення — 962 особи (2021; 1082 у 2009, 1374 у 1999, 1272 у 1989).